# Der Geist des Faschismus
Der Geist des Faschismus ist der deutschsprachige Titel der von Benito Mussolini 1932 veröffentlichten politischen Schrift La Dottrina del Fascismo (wörtlich: „Die Doktrin des Faschismus“). Der Text erschien zuerst als Einleitung zu dem Artikel Fascismo für die Enciclopedia Italiana.

## Grundlagen des Werkes
Der italienische Faschismus unternahm erst mehrere Jahre nach dem Marsch auf Rom den Versuch, seine politischen Absichten theoretisch zusammenzufassen und weltanschaulich zu untermauern. Mussolini lieferte den „Leitfaden“ seines Herrschaftsmodells gewissermaßen nach, als er bereits Diktator war: Erst nachdem sich das System des fascismo bereits konsolidiert hatte, veröffentlichte Mussolini seine Staats- und Gesellschaftstheorie. Der Spiritus Rector und wichtigste Mitgestalter dieses Unterfangens war Giovanni Gentile, der Chefredakteur der Enciclopedia Italiana.

## Inhalt
Im ersten Teil Idee fondamentali – Grundgedanken – versucht Mussolini den Gedanken der „inhärenten Wahrheit“ der faschistischen Theorie zu untermauern. Zu diesem Zweck beschreibt er die faschistische Anschauung über die Beziehung zwischen Individuum und Gemeinschaft und artikuliert die Voraussetzungen des stato nuovo. Im zweiten Teil Dottrina politica e sociale – „Die politische und soziale Doktrin“ – stellt Mussolini die historischen und geistigen Grundlagen dar, auf denen die faschistische Bewegung beruhe. Insbesondere unternimmt er den Versuch, den Faschismus gegen die politischen Theorien der vorausgegangenen Jahrhunderte abzugrenzen. 
Der Faschismus sei demnach das Produkt und zugleich die Antithese zum „kraftlosen und materialistischen Positivismus“ des bürgerlichen 19. Jahrhunderts. Faschismus entspringe dem Fluss der Gegenbewegung. Er gewinne sein Wesen aus der Gegensätzlichkeit zu jenen Strömungen, die sein Aufkommen bewirkt hätten. Unverkennbar ist der Einfluss der Philosophie von Georges Sorel, insbesondere in der antiindividualistischen Stoßrichtung des Werkes. In der hier von Mussolini dargelegten Vorstellung, dass das Leben für den Faschisten ein einziger „Kampf“ sei, manifestieren sich die sozialdarwinistischen Wirkungskräfte auf den Faschismus. Ethische Begründungen finde der Faschist in den Entitäten der natürlichen Ordnungen der Familie, Gemeinschaft und Nation. Über all diesen Gliederungen stehe der Staat als letztgültige Vollendung menschlichen Wollens. Der Staat verkörpere in sich alle Möglichkeiten individuellen Lebens: „Der faschistische Staat als Zusammenfassung und Vereinheitlichung aller Werte gibt dem Leben des ganzen Volkes seine Deutung, bringt es zur Entfaltung und kräftigt es.“
In dieser Lehre eines totalitären Staates, die in einem straff korporativ-hierarchisch gegliederten Staatsaufbau mit einem Diktator an der Spitze verwirklicht werden soll, seien die durch den Willen zur Tat freigesetzten Synergien der Volksmasse inbegriffen. Die Ingredienzien des faschistischen Erfolgsrezeptes, die Kardinaltugenden der Bewegung seien „Kampf und Arbeit“. Mittels dieser soll der Weg zur „höchsten Staatsform“, jener nämlich mit der höchsten Machtherrlichkeit, dem Reich, bereitet werden. Die Erneuerung des antiken Imperium Romanum wird als nationaler Mythos und Zentrum des faschistischen Staatsgedankens sichtbar. Jede Anschauung, die sich dem Allmachtsanspruch des Staates widersetzt und den gesellschaftlichen Interessenausgleich über einen anderen Weg als das staatliche Diktat zu erreichen trachtet, müsse bekämpft werden. 
Die Ideen des Pazifismus, Liberalismus, Parlamentarismus und Sozialismus werden als Entgleisungen des „demoliberalen“ 19. Jahrhunderts abgelehnt, da sie dem einzelnen Menschen eine Bedeutung beimäßen, die ihm laut Mussolini nicht zusteht.

## Analyse
Im ersten Teil der Abhandlung, für den Gentile verantwortlich zeichnet, wird für den Faschismus eine spiritualistische Weltanschauung beansprucht. Die Abhandlung verklärt in der rechtshegelianischen Tradition, der Gentile anhing, „den italienischen Faschismus und dessen Führer Mussolini als Interpreten einer weltgeschichtlichen Mission“. Die pathetische Ausdrucksweise, der aufgesetzte Heroismus und die schwülstige Diktion können indessen nicht über die mangelnden Inhalte und den Eklektizismus der faschistischen Ideologie hinwegtäuschen, die in Mussolinis Werk zutage treten.

## Ausgaben
- Enciclopedia italiana, Bd. 14: Artikel Fascismo, Mailand 1932.
- Mussolini, Benito: Opera omnia, herausgegeben von D. Susmel, Band 34, Florenz 1961.
- Mussolini, Benito: Der Faschismus, Philosophische, politische und gesellschaftliche Grundlehren. C. H. Beck, München 1933.
- Mussolini, Benito: Der Geist des Faschismus. Ein Quellenwerk, München 1940.
- Mussolini, Benito: Die Lehre des Faschismus, in: Ernst Nolte (Hrsg.): Theorien über den Faschismus. Köln/Berlin 1967, S. 205–220.